# Асоціація жінок у математиці
Асоціація жінок у математиці (АЖМ) — професійна організація, місія якої полягає в забезпеченні рівних можливостей вивчення математичних наук для жінок. АЖМ має приблизно 5200 членкинь, у тому числі понад 250 представниць коледжів, університетів, інститутів та математичних товариств. Пропонує програми та семінари для наставників жінок і дівчат. Велику частину роботи AWM фінансують через федеральні гранти.

## Лекції
АЖМ спонсорує три серії почесних лекцій. [3]
- Лекції в Нетер — ушановують жінок, які «зробили фундаментальні вклади у математичні науки». Представлена спільно з Американським математичним товариством, лекцію читають під час щорічних зустрічей математиків.
- Лекції у Фальконер — присвячена жінкам, «які зробили визначний внесок у математичні науки або математичну освіту». Представлено спільно з математичною асоціаціацією Америки, лекції проводять на щорічній MathFest .
- Ковалевські лекції — ушановують жінок, які «зробили видатний внесок у прикладну або обчислювальну математику». Представлена спільно з Товариством промислової та прикладної математики (SIAM), лекція зачитують на щорічній зустрічі SIAM. Серія лекцій названа на честь математикині Соні Ковалевської .

## Нагороди
АЖМ спонсорує кілька нагород і призів. [3]
- Премія Аліси Т. Шафер — щорічно «вручають жінці (бакалавру) за досконалість у математиці».
- Нагорода Луїзи Хей — щорічно надають за «видатні досягнення жінки в математичній освіті».
- Премія М. Гвента Хамфріса — щорічно нагороджують за «видатну наставницьку діяльність жінки в математичних науках».
- Меморіальна премія Рут І. Міхлера — щорічно надають жінці, яка нещодавно працювала в галузі математики. Премія фінансує семестр в резиденції Корнелльського університету без обов'язків викладання.
- Нагорода AWM Service — щорічно нагороджують математикинь, які допомагають популяризувати та підтримувати жінок у цій науці.

Три нещодавно створені премії для жінок, які починають кар'єру, також спонсоруються AWM. [3]
- AWM-Birman Research Prize — щорічно, починаючи з 2015 року, за «виняткові дослідження топології / геометрії».
- AWM-Microsoft Research Prize — щорічно, починаючи з 2014 року для «виняткових досліджень з алгебри / теорії чисел».
- AWM-Sadosky Наукова премія — вручають кожний другий рік, починаючи з 2014, для «виняткових досліджень в аналізі».

Програма AWM Fellows визнає «осіб, які продемонстрували стійке прагнення до підтримки та просування жінок у математичних науках». [4]

## Попередні президенти
- Мері В. Грей, 1971—1973
- Аліса Т. Шафер, 1973—1975
- Lenore Blum, 1975—1979
- Джудіт Ройтман, 1979—1981
- Бхама Срінівасан, 1981—1983
- Лінда Прейс Ротшильд, 1983—1985
- Лінда Кін, 1985—1987
- Ронда Хьюз, 1987—1989
- Джилл П. Месіров, 1989—1991
- Керол С. Вуд, 1991—1993
- Кора Садоський, 1993—1995
- Chuu-Lian Terng, 1995—1997
- Сільвія М. Віґанд, 1997—1999
- Жан Тейлор, 1999—2001
- Сюзанна Ленхарт, 2001—2003
- Каролін С. Гордон, 2003—2005
- Барбара Кейфіц, 2005—2007
- Cathy Kessel, 2007—2009
- Грузія Бенкарт, 2009—2011
- Jill Pipher, 2011—2013
- Рут Чарні, 2013—2015
- Крістін Лаутер, 2015—2017
- Амі Радунська, 2017—2019
- Рут Хаас, 2019—2021